# الثندي
الثندي[بحاجة لمصدر] أو الثندا[بحاجة لمصدر]  أو الثُّدَّاءُ أو المُصَاصُ أو المُصَّاخُ أو عندب أو المصع هو نبات صحراوي ينتشر في بعض الدول العربية منها الكويت.

## وصف النبات
الثندى نبات معمر يصل طوله ما بين 30 إلى 60 سنتيمتر، ويتميز بساق وأوراق حادة ذات لون باهت. ويظهر بالوسط حامل زهري طويل ينتهي بمجموعة من السنابل الزهرية. ينمو الثندى في شهر مارس ويجف في الصيف. كما يعتبر النبات مثبتاً للتربة وذلك لاحتوائه على جذور ليفية متشعبة. البيئة المناسبة للثندي هي الأراضي الرملية المالحة ولذلك يتواجد عادة في مناطق قريبة من العرفج.